# Coelioxys spinipyga
Coelioxys spinipyga là một loài Hymenoptera trong họ Megachilidae. Loài này được Strand mô tả khoa học năm 1910.